# L'Embuscade (film, 1941)
Pour les articles homonymes, voir L'Embuscade.
Pour plus de détails, voir Fiche technique et Distribution.
L'Embuscade est un film français réalisé par Fernand Rivers, sorti en 1941.

## Synopsis
Un jeune homme est engagé chez un industriel, alors que plane un secret sur sa naissance. La femme de son patron se révèle être sa mère, qui lui cache la vérité.

## Fiche technique
- Titre : L'Embuscade
- Titre secondaire : Le Martyre d'une mère
- Réalisation :Fernand Rivers
- Scénario :  Léopold Marchand, d'après la pièce de théâtre de Henry Kistemaekers
- Musique : Vincent Scotto
- Montage : Jacques Desagneaux
- Tournage : 1939[2]
- Pays de production :  France
- Format :  Noir et blanc - 1,37:1 - 35 mm - son mono
- Genre : Mélodrame
- Durée : 90 minutes
- Dates de sortie : 
  - France : 10 octobre 1940 à Bordeaux[réf. nécessaire]
  - France : 21 mars 1941 à Paris

## Distribution
- Pierre Renoir : Jean Guéret
- Valentine Tessier : Sabine Guéret
- Jules Berry : Armand Limeuil
- Raymond Aimos : Un mécano
- Georges Rollin : Robert Marcel
- Michèle Verly : Madame de Corsian
- Henri Poupon
- Francine Bessy : Anne-Marie Guéret
- Rivers Cadet
- Armand Lurville
- Allain Dhurtal
- Louis Frémont

## Autour du film
Jean Marais, très demandé à l'époque, reçoit le scénario qu'il trouve médiocre et renonce à interpréter le premier rôle.